# Paul Rohrbach
Pour les articles homonymes, voir Rohrbach et Paul Rohrbach (botaniste).
Karl Albert Paul Rohrbach, né le 29 juin 1869 à Irgen près de Goldingen en Courlande et mort le 19 juillet 1956 à Langenbourg (Land de Wurtemberg), est un théologien protestant et fonctionnaire de l'administration coloniale germano-balte, également essayiste politique et auteur de récits de voyages. Ses écrits de l'entre-deux-guerres le rapprochent de la mouvance nazie, mais il s'en détourna après l'affaire du meurtre de Potempa en 1932[réf. nécessaire].

## Vues sur la Russie
Dans les années 1890, il fuit en Allemagne la politique de russification pratiquée par l'Empire des Romanov. Il est l'un des Allemands de la Baltique qui inspirent à Hitler son racisme antislave et ses projets d'expansion à l'est,.
En 1909, il écrit que 
« La Russie n’est pas un membre de la famille culturelle occidentale, n’est pas une puissance qui ait longtemps dépendu, pour sa force interne, des grandes forces morales de l’Occident. Elle possède au contraire l’esprit tatar, qui vise à la destruction de toutes les formes de vie libre, à l’oppression des peuples conquis et à l’annihilation des cultures supérieures. »

## Thèses colonialistes
Dans les années 1900, il théorise l'extermination des populations noires, si elles refusent l'asservissement aux colons allemands, ce qui sert de justification aux yeux des militaires décidés, en 1904, à faire mourir les Hereros jusqu'au dernier.
En 1934, il s'en prend vivement à l'administration française au Cameroun, qui accorde l'égalité civique à certains Noirs locaux, dès lors qu'ils ont atteint un certain niveau d'instruction : « Pareille chose est impossible pour notre sentiment de race. Il y a là aussi le danger que les nègres, — d'abord une élite privilégiée parmi eux mais ensuite aussi les masses — perdent tout sentiment de l'autorité de l'homme blanc. Nul n'a plus de penchant à l'arrogance grotesque que le nègre “civilisé”. »
En 1935, il maintient ce qu'il soutenait dans les années 1900 :
« L'infériorité des races africaines n'est pas momentanée, mais durera toujours ; elles auront toujours besoin d'être guidées par nous […] Nous proclamons notre droit sur une partie du travail des races indigènes africaines. C'est seulement quand il aura appris à créer des valeurs au service de la race supérieure que l'indigène se sera acquis un droit moral à l'existence. »
Le volume dont est extrait ce passage est inclus dans la bibliographie du parti nazi.

## Engagement arménophile
Il commence à soutenir les Arméniens dans les années 1890. En 1914, il cofonde l'Association Allemagne-Arménie, aux côtés de Johannes Lepsius et d'Ardaches Apeghian, puis la préside de 1925 à sa mort, en 1956.
En 1933, il soutient Drastamat Kanayan dans ses démarches et convainc le gouvernement du Troisième Reich que les Arméniens sont des Aryens. Il fait paraître, l'année suivante, un ouvrage collectif défendant cette thèse, avec, entre autres, une contribution arménophile de Johann von Leers. Le volume est traduit en italien en 1938, à l'initiative de Lauro Mainardi, spécialiste du Caucase pour le régime mussolinien et cadre du Parti national fasciste.